# Claus Biederstaedt

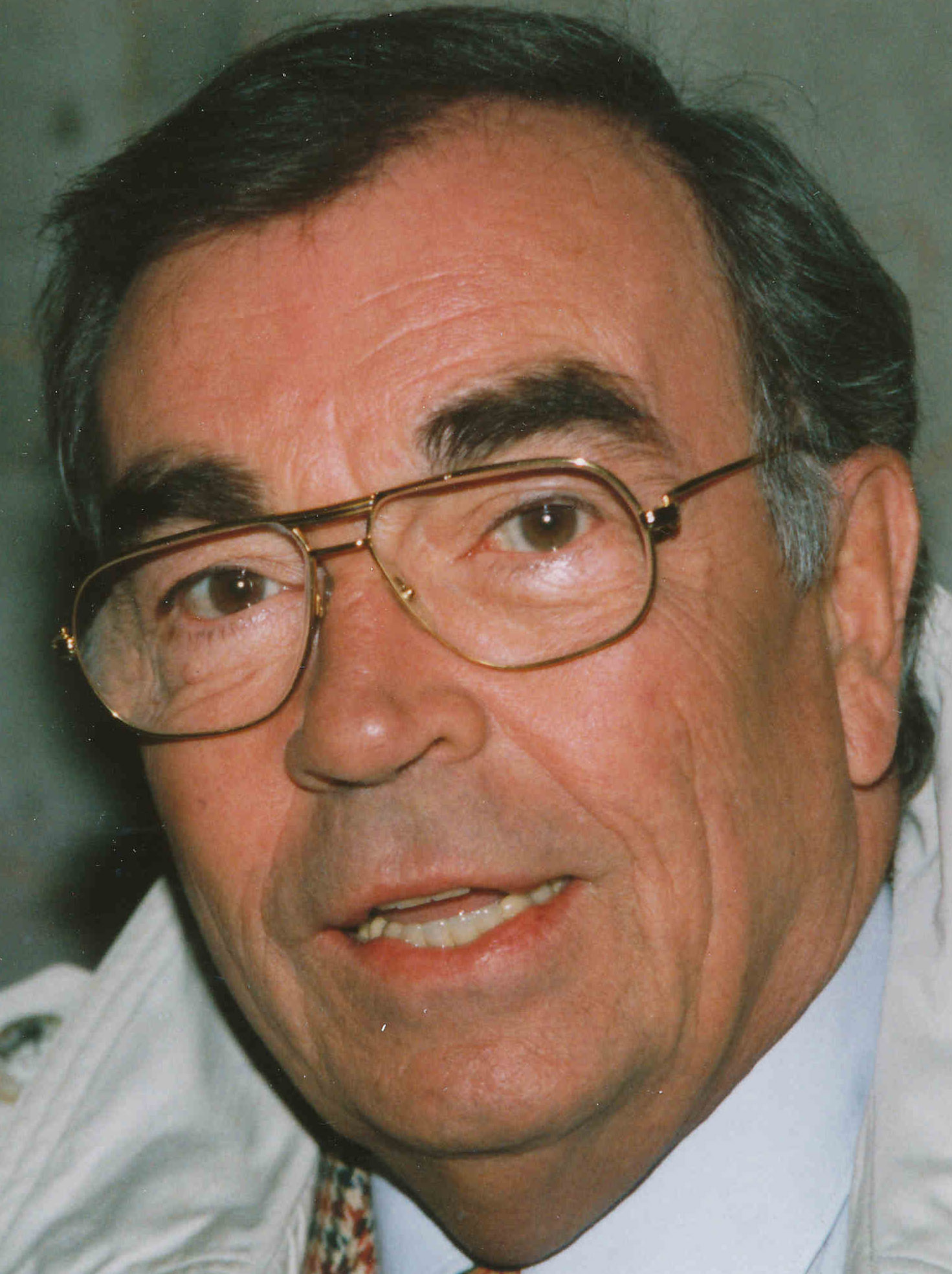
Claus Biederstaedt

Claus Biederstaedt (* 28. Juni 1928 in Stargard in Pommern; † 18. Juni 2020 in Eichenau, Oberbayern) war ein deutscher Schauspieler und Synchronsprecher.

## Leben

### Kindheit und Jugend
Claus Biederstaedt wurde als einziger Sohn des Studienrats Fritz Biederstaedt (1897–1973, laut Grabstein) und seiner Frau Lucie, geb. Krumbiegel, in Stargard geboren. Sein Vater unterrichtete Musik und Kunstgeschichte an der Stargarder Mädchenoberschule und war zudem als Dirigent und Organist tätig.
Wie für seinen Vater spielte Musik in Claus Biederstaedts Leben eine große Rolle, sie war für ihn „von Kindesbeinen an das Größte überhaupt“. Der Vater wurde als Reserveoffizier während des Zweiten Weltkriegs eingezogen und diente an der Ostfront in einem Generalstab. Der Großvater Paul Biederstaedt († 1935) war Superintendent der Marienkirche in Prenzlau. Ihm verdankte Claus Biederstaedt indirekt seine Rettung aus einem von den Russen eingeschlossenen Kessel am Ende des Zweiten Weltkrieges, weil der Fahrer eines Militär-Lkw seinen Großvater kannte und ihn deswegen mitnahm. Seine Kameraden kamen alle ums Leben.
Der ursprüngliche Berufswunsch des Vaters war Opernkapellmeister gewesen. Bei ihm erlernte Claus Biederstaedt das Klavier- und Orgelspiel und sang in dessen Chor mit. Seine Mutter war sehr kunstinteressiert und musikalisch. Sie übernahm wiederholt Solopartien, z. B. in Händels Messias oder im Bachschen Weihnachtsoratorium. Als Kind bewunderte Biederstaedt Ernst Udet, mit dem er einmal mitfliegen durfte, weil dieser indirekt mit Biederstaedts Eltern bekannt war. Daraus entwickelte sich eine Schwärmerei für den Beruf des Piloten.
Im Alter von 15 Jahren wurde Claus Biederstaedt Flakhelfer, mit 16 wurde der Schüler des Gröning-Gymnasiums an die Ostfront einberufen. Nachdem seine Mitschüler alle gefallen waren, gelang es ihm gerade noch, mit einem verwundeten Kameraden vor den heranrückenden sowjetischen Truppen in Richtung Westen zu fliehen. Biederstaedts Mutter, ebenfalls auf einem Treck nach Westen unterwegs, war aufgrund der desolaten Lage der festen Überzeugung, ihr einziger Sohn Claus sei gefallen, nahm sich daher mit einer Zyankalikapsel das Leben und wurde in einem Massengrab beigesetzt.
Nachdem er wieder mit seinem Vater zusammengetroffen war, zogen beide nach Hamburg. Dort besuchte er das Wilhelm-Gymnasium, um sein Abitur nachzuholen, das er mit Großem Latinum und Graecum ablegte. Nebenbei sang er im Chor seines Vaters mit. Einer seiner Mitschüler am Gymnasium war Joachim Kaiser. Biederstaedt entschloss sich zu einem Medizinstudium, um Arzt zu werden. Im vierten Semester erkannte er jedoch, dass er dafür nicht geeignet war.

### Schauspiel und Theater
Als er mit seinem Chor bei einem Theaterstück auf der Bühne stand, lernte er Will Quadflieg kennen und schätzen. Dieser gab ihm an der Schauspielschule des Deutschen Schauspielhauses in Hamburg Unterricht und wurde zu seinem Vorbild. Unterrichtet wurde er auch durch Joseph Offenbach und Josef Dahmen. Unter Offenbach war er zeitweise als Regieassistent tätig. Er erlernte das Fechten, rhythmische Gymnastik, Kostümkunde, Literaturgeschichte, Sprechtechnik und das Rollenstudium. Nach der Abschlussprüfung vor der Genossenschaft deutscher Bühnenangehöriger spielte er als Theaterschauspieler unter anderem an den Bühnen in Hamburg, Berlin, München, Köln und Wiesbaden. Biederstaedt arbeitete in späteren Jahren auch als Theaterregisseur und inszenierte unter anderem 1985 Des Teufels General, 1986 Der Hauptmann von Köpenick und 1993 Gerhart Hauptmanns Vor Sonnenuntergang. Er stand mehr als 1.000 Mal gemeinsam mit den Schauspielerinnen Karin Dor und Angélique Duvier in dem Stück Der Neurosenkavalier von Gunther Beth auf der Bühne, zuletzt 2008 in Essen.

### Kino und Fernsehen
1952 gab Biederstaedt in Die große Versuchung sein Filmdebüt und erhielt dafür den Deutschen Filmpreis als Bester Nachwuchsschauspieler.  In späteren Jahren trat Biederstaedt auch häufig im Fernsehen auf; unter anderem spielte er 1963 an der Seite von Heidelinde Weis die männliche Hauptrolle in der zwanzigteiligen Fernsehserie Meine Frau Susanne.

### Synchronisation und Sprecherrollen
Ab 1960 arbeitete Claus Biederstaedt als Synchronsprecher. So lieh er seine Stimme häufig Marlon Brando (u. a. in Der letzte Tango in Paris oder Queimada), James Garner (deutsche Standard-Synchronstimme seit Detektiv Rockford – Anruf genügt), Peter O’Toole (Wie klaut man eine Million?), Peter Falk (Columbo), Vittorio Gassman (u. a. Das Leben ist ein Roman oder Verliebt in scharfe Kurven) und Yves Montand (u. a. César und Rosalie oder Vincent, François, Paul und die anderen).
Seit Anfang der 1950er Jahre bis Mitte der 1980er Jahre wirkte er in zahlreichen Hörspielen der öffentlich-rechtlichen Rundfunkanstalten mit. In der Fernsehserie Raumpatrouille (1966) sprach er den Einführungstext „Was heute noch wie ein Märchen klingt …“. Als Erzähler aus dem Off kam er unter anderem in der TV-Produktion Es muß nicht immer Kaviar sein (1977) zum Einsatz. Seine Stimme war auch in der Werbung zu hören. Der bekannteste Spot mit Biederstaedt als Sprecher war Anfang der 1990er Jahre der für das Audi-Procon-ten-System. Nach dem Tod von Achim Höppner übernahm er dessen Part bei der Hörbuch-Produktion von Golo Manns Deutsche Geschichte als Komplettausgabe auf 37 CDs des Züricher Diogenes Verlags.

### Ehe und Familie
Claus Biederstaedt war ab 1974 in zweiter Ehe verheiratet und hatte einen Sohn (* 1961) aus erster Ehe, der ausgebildeter Filmeditor ist. Er lebte zuletzt in Eichenau.

### Krankheit und Tod
Im August 2008 musste er im Alter von 80 Jahren seine beruflichen Engagements aufgeben. Eine Krebserkrankung wurde diagnostiziert, die zahlreiche Operationen erforderlich machte und zum Verlust des größten Teils seiner Zunge führte. Claus Biederstaedt starb im Juni 2020, wenige Tage vor seinem 92. Geburtstag. Seine letzte Ruhestätte befindet sich auf dem Gemeindefriedhof von Eichenau, Landkreis Fürstenfeldbruck.

## Ehrungen
- 1952: Bundesfilmpreis als bester Nachwuchsschauspieler

## Filmografie

### Kino
- 1952: Die große Versuchung
- 1953: Liebeskrieg nach Noten
- 1953: Arlette erobert Paris
- 1953: Ich und Du
- 1954: Sauerbruch – Das war mein Leben
- 1954: Eine Liebesgeschichte
- 1954: Sanatorium total verrückt
- 1954: Die Sonne von St. Moritz
- 1954: Feuerwerk
- 1954: Keine Angst vor Schwiegermüttern
- 1954: Der letzte Sommer
- 1954: Ewiger Walzer
- 1955: Musik, Musik und nur Musik
- 1955: Kinder, Mütter und ein General
- 1955: Zwischenlandung in Paris (Escale à Orly)
- 1955: Der Himmel ist nie ausverkauft
- 1955: Drei Männer im Schnee
- 1955: Meine Kinder und ich
- 1955: Mädchen ohne Grenzen
- 1955: Urlaub auf Ehrenwort
- 1956: Kleines Zelt und große Liebe
- 1956: Das Donkosakenlied
- 1956: Die Christel von der Post
- 1956: Charleys Tante
- 1956: Vor Sonnenuntergang
- 1956: Schwarzwaldmelodie
- 1956: Was die Schwalbe sang
- 1957: Die verpfuschte Hochzeitsnacht
- 1957: Kindermädchen für Papa gesucht
- 1957: Blaue Jungs
- 1957: Es wird alles wieder gut
- 1957: Die Beine von Dolores
- 1958: Nachtschwester Ingeborg
- 1958: Petersburger Nächte
- 1958: Majestät auf Abwegen
- 1958: Scala – total verrückt
- 1959: Mandolinen und Mondschein
- 1959: Was eine Frau im Frühling träumt
- 1959: Akte Sahara – streng vertraulich (Tunisi top secret)
- 1959: Ein Sommer, den man nie vergißt
- 1959: Glück und Liebe in Monaco
- 1960: Schick deine Frau nicht nach Italien
- 1960: Willy, der Privatdetektiv
- 1961: Isola Bella
- 1961: Was macht Papa denn in Italien?
- 1961: Am Sonntag will mein Süßer mit mir segeln gehn
- 1962: Wenn die Musik spielt am Wörthersee
- 1962: Die Post geht ab
- 1963: Übermut im Salzkammergut
- 1963: … denn die Musik und die Liebe in Tirol
- 1964: Jetzt dreht die Welt sich nur um dich
- 1965: Hotel der toten Gäste
- 1974: Schwarzwaldfahrt aus Liebeskummer
- 1974: Auch ich war nur ein mittelmäßiger Schüler
- 2013: Vater! (Kurzfilm)

### Fernsehen (Auswahl)
- 1959: Die Liebe des Jahres (Fernsehfilm)
- 1962: Letzter Punkt der Tagesordnung (Fernsehfilm)
- 1963: Schwiegerväter (Fernsehfilm)
- 1963: Meine Frau Susanne (Fernsehserie)
- 1963: Der Hexer (Fernsehfilm)
- 1964: Komödie der Irrungen (Fernsehfilm)
- 1965: Caesar und Cleopatra (Fernsehfilm)
- 1966: Geschichte des Rittmeisters Schach von Wuthenow (Fernsehfilm)
- 1966: Hava, der Igel (Fernsehfilm)
- 1967: Nobile – Sieben Wochen auf dem Eis (Fernsehserie)
- 1968: Diese Frau zum Beispiel (Fernsehfilm)
- 1968: Der blaue Strohhut (Fernsehfilm)
- 1968: Flachsmann als Erzieher (Fernsehfilm)
- 1970: Gefährliche Neugier (Fernsehfilm)
- 1970: Die lieben Freunde (Fernsehfilm)
- 1970: Auf und davon (Fernsehfilm)
- 1971: Der Kommissar – Kellner Windeck (Fernsehserie)
- 1972: Scheidung auf musikalisch (Fernsehfilm)
- 1972: Ein Chirurg erinnert sich (Fernsehserie)
- 1973: Bleib’ wie Du bist (Fernsehfilm)
- 1973: Okay S.I.R. – Alte Rechnungen (Fernsehserie)
- 1974: Unter einem Dach – Das große Ding
- 1974: Tausend Francs Belohnung (Fernsehfilm)
- 1974: Der Kommissar – Der Liebespaarmörder
- 1975: Beschlossen und verkündet – Alle Vorteile gelten (Fernsehserie)
- 1975: Der Kommissar – Eine Grenzüberschreitung
- 1976: Der Kommissar – Der Held des Tages
- 1976: Festival für einen Gauner (Fernsehfilm)
- 1977: Haben Sie nichts zu verzollen? (Fernsehfilm)
- 1977: Es muß nicht immer Kaviar sein (Fernsehserie, Off-Stimme Erzähler)
- 1977: Sonderdezernat K1 – Tod eines Schrankenwärters (Fernsehserie)
- 1978–1982: Die unsterblichen Methoden des Franz Josef Wanninger (Fernsehserie, 60 Folgen)
- 1979: Derrick – Schubachs Rückkehr
- 1980: Polizeiinspektion 1 – Die unangenehme Sache mit Berndi (Fernsehserie)
- 1980: Der Alte – Bruderliebe (Fernsehserie)
- 1981: Der Alte – Schwarzer Montag (Fernsehserie)
- 1982: Wasser für die Blumen (Fernsehfilm)
- 1982: Zwei Tote im Sender und Don Carlos im PoGl (Fernsehfilm)
- 1982: Ehe oder Liebe (Boulevardkomödie)
- 1982: Sonderdezernat K1 – Das masurische Handtuch
- 1982: Villa zu vermieten (Fernsehfilm)
- 1982: Derrick – Ein unheimliches Erlebnis
- 1983: Unsere schönsten Jahre (Fernsehserie)
- 1983: Polizeiinspektion 1 – Erziehungsfragen (Fernsehserie)
- 1984: Berliner Weiße mit Schuß (Fernsehserie)
- 1985: Es muß nicht immer Mord sein – Nachbarschaftshilfe (Fernsehserie)
- 1985: Derrick – Tod eines jungen Mädchens
- 1986: Die Krimistunde (Fernsehserie, Folge 21, Episode: „Steckenpferderennen“)
- 1988: Die Schwarzwaldklinik – Der Anfang vom Ende? (Fernsehserie)
- 1988: Die Schwarzwaldklinik – Wie Du mir so ich Dir (Fernsehserie)
- 1989: Der Alte – Ein Tag der Angst (Fernsehserie)
- 1993: Derrick – Die seltsame Sache Liebe
- 2011: Germaine Damar – Der tanzende Stern (DVD-Dokumentation)

## Synchron (Auswahl)
- Marlon Brando u. a. in Der letzte Tango in Paris und Queimada – Insel des Schreckens
- James Garner u. a. in Detektiv Rockford – Anruf genügt und Bret Maverick
- Peter O’Toole in Wie klaut man eine Million?
- Peter Falk in Columbo
- Vittorio Gassman u. a. in Das Leben ist ein Roman und Verliebt in scharfe Kurven
- Yves Montand u. a. in César und Rosalie und Vincent, François, Paul und die anderen
- Albert Finney in Mord im Orient-Expreß
- Adolfo Celi in Ein Unbekannter rechnet ab

## Hörspiele (Auswahl)
- 1963: Herbert Asmodi: Die Harakiri-Serie – Regie: Hans-Dieter Schwarze (Kriminalhörspiel – BR/HR)